# Christoph Schlingensief
Christoph Schlingensief est un réalisateur de cinéma et homme de théâtre allemand né le 24 octobre 1960 à Oberhausen et mort le 21 août 2010 à Berlin à l'âge de 49 ans.

## Biographie
Il est l’un des personnages les plus contestés et les plus dérangeants du paysage culturel et médiatique germanophone. Il est vénéré comme un fou sacré, un enragé génial et méprisé comme un provocateur cynique. Porté aux nues pour son génie de la provoc, il est rejeté avec une même ardeur pour sa propension à se mettre en spectacle.  
Il enseigne la création et la technique cinématographiques entre 1983 et 1985 à la Hochschule für Gestaltung d’Offenbach et en 1986, il est chargé de cours sur le cinéma à la Kunstakademie de Düsseldorf. Il est le chef de plateau du feuilleton télévisé à succès Lindenstraße. En 1986 il recourt pour la première fois à des comédiens professionnels dans son adaptation du Docteur Faust "Egomania-Insel ohne Hoffnung" (Egocentrisme–Ile sans espérance). Il utilise pour la première fois le scénario d’un autre dans "Schafe in Wales" (Moutons au Pays de Galles, 1988), une commande de la ZDF. En désaccord avec les responsables de la production, il interrompt la réalisation et retire son nom avant. 
Sa trilogie sur l’Allemagne 100 Jahre Adolf Hitler - Die letzte Stunde im Führerbunker (100 ans d’Adolf Hitler – Les dernières heures dans le bunker du Führer), Massacre allemand à la tronçonneuse (Das Deutsche Kettensägenmassaker) et Terror 2000 - Intensivstation Deutschland (Terreur 2000 – Allemagne, bloc de réanimation) suscite des controverses parfois virulentes chez les critiques et le public. Après ce film il a travaillé avant tout comme metteur en scène au théâtre notamment à la Volksbühne Berlin.
En 2004, il s'inscrit dans les annales du Festival de Bayreuth avec sa mise en scène de l'opéra Parsifal de Richard Wagner. Comme le signale Christian Merlin dans Opéra et mise en scène, ce spectacle relève davantage de l'installation que de la mise en scène. L'espace est peuplé d'un amoncellement inépuisable d'accessoires et d'éléments de décor, signalé par des graffitis. Des barbelés, une tente, un mirador, une façade orientale, un confessionnal, la Joconde,une réclame de sauce tomate, la fusée de Tintin, un cirque ; une société primitive, costumée comme la revue nègre, vénère une déesse africaine, une statue d'art premier, un lapin vivant et une crosse épiscopale. Les projections créent un contrepoint, on y voit une colonie de phoques, une autruche, le corps d'un lapin se décompose en accéléré.
Au début 2008 on lui a diagnostiqué un cancer du poumon bien qu'il soit non-fumeur ; à la suite de quoi son poumon gauche lui a été retiré. En décembre 2008, de nouvelles métastases apparaissent dans le poumon droit. Il meurt le 21 août 2010 des suites de ce cancer.

## Filmographie
- 1986 : Egomania, l'île sans espoir (Egomania - Insel ohne Hoffnung)
- 1989 : 100 ans d'Adolf Hitler - Les Dernières heures dans le bunker du Führer ( 100 Jahre Adolf Hitler - Die letzte Stunde im Führerbunker)
- 1990 : Massacre allemand à la tronçonneuse (Das Deutsche Kettensägenmassaker)
- 1994 : Terreur 2000 - Allemagne de réanimation (Terror 2000 – Intensivstation Deutschland)
- 1996 : United Trash
- 1997 : Les 120 journées de Bottrop (Die 120 Tage von Bottrop)